# LYFT
LYFT（リフト）は、エドワード加藤がプロデュースする、フィットネスアパレルブランド。2018年10月に設立。

## 概要
2018年12月にリリース。筋トレやワークアウト用のトレーニングウェアおよび、アスレジャースタイルで普段着ファッションにも使用できるフィットネスウェア。
東京都港区六本木に本社を置く株式会社LYFTが提供している。

## 沿革
2018年10月9日、株式会社LYFT設立。2018年12月24日、LÝFT公式オンラインストアオープン。以降、筋トレやワークアウトに特化したフィットネスウェアを提供。LYFTの名の由来は、エドワード加藤の座右の銘である「Born To Lift（筋トレするために産まれた）」。
2020年よりプロテインシリーズを発売し、2021年7月、原宿にLÝFTのフラッグシップ店舗をオープンさせた。

## エドワード加藤について
2021年11月現在Instagramのフォロワー数は19万人。1992年生まれ。中学時代までサッカーをし、帰宅部であった高校時代からスポーツジムに通い筋トレを始める。この頃は食事やプロテインに特にこだわりを持たず友人と趣味程度に筋トレをしていたが、留学先のイギリスの大学にあった専用のジムで見た学生達に影響を受け、本格的にトレーニングを行う。日本でパーソナルトレーナーを目指す為にイギリスの大学を中退している。帰国後は多くのフィジークなどの大会に参加した。
| 年   | 大会名                                 | 順位 |
| ---- | -------------------------------------- | ---- |
| 2015 | ベストボディジャパン名古屋大会         | 1位  |
| 2015 | ベストボディジャパン全国大会           | 2位  |
| 2016 | JBBFメンズフィジーク全国大会           | 1位  |
| 2017 | アーノルドクラシックアマチュア世界大会 | 10位 |
| 2017 | JBBFメンズフィジーク全国大会           | 1位  |
| 2018 | アーノルドクラシックアマチュア世界大会 | 3位  |
| 2018 | オリンピアアマチュア世界大会           | 2位  |